# 留寿都温泉
留寿都温泉（るすつおんせん）は、北海道虻田郡留寿都村にある温泉。

## 泉質
- ナトリウム－塩化物・炭酸水素塩温泉（弱アルカリ性低張性高温泉）
  - 源泉温度46度
  - 湧出量毎分60リットル

## 温泉街
- 日帰り入浴施設である、留寿都村営の「ルスツ温泉」が存在する。

## 歴史
- 2000年（平成12年） - 開湯。
- 2007年（平成19年） - 休憩室を増築する。

## アクセス
- 札幌から車で約1時間30分。
- ルスツリゾートから車で約5分。